# Beaux Arts Magazine
Pour les articles homonymes, voir Beaux-arts.
Beaux Arts Magazine est un magazine français fondé en 1983 et consacré aux arts visuels sous toutes leurs formes et périodes. Il est publié mensuellement.

## Historique
Fondé et dirigé par Thierry Taittinger, Beaux Arts Magazine est devenu l'un des magazines européens les plus vendus dans son domaine avec près de 50 000 exemplaires par numéro en 2005. En 1994, Beaux Arts Magazine est complété par l'entité Beaux Arts éditions qui publie chaque année, des ouvrages sur la création et l’actualité artistique : carnets d’expositions consacrés à des expositions temporaires, hors-série dédiés à des collections permanentes, catalogues, albums, anthologies et beaux livres.
En mai 2016, Beaux Arts Magazine est racheté par Frédéric Jousset, cofondateur et président de Webhelp. Il est lui-même mécène, collectionneur et amateur d'art. En octobre 2017, Beaux Arts Magazine publie son 400e numéro, avec un dossier intitulé Qu'est-ce que la beauté aujourd'hui ? et une formule qui évolue, tout en restant reste un «généraliste sur l'art» destiné au grand public. La rédaction est dirigée par Fabrice Bousteau.